# 八王子市立宮上中学校

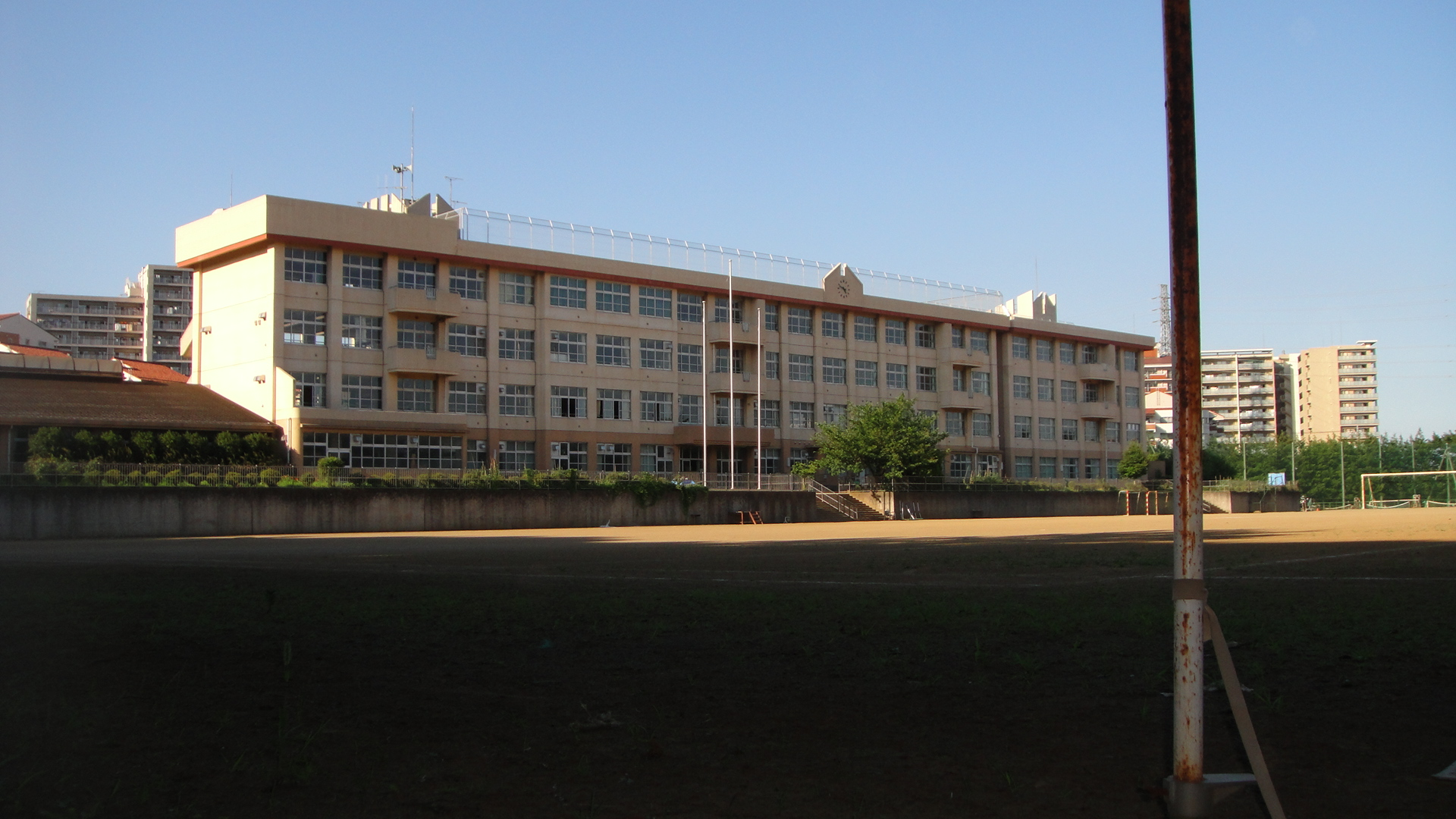
校庭側より見た校舎

八王子市立宮上中学校（はちおうじしりつ みやかみちゅうがっこう）は、東京都八王子市南大沢にある公立中学校。

## 概要
宮上中学校では、標準服の着用が儀式や朝礼、定期テストのときのみであり、普段は私服での登校となっている。
これにより、生徒には服装一つから自分で判断する自主、自律性の教育が行われている。
令和4年4月1日現在394名が在籍している。

## 沿革
- 1989年2月1日 - 宮上中学校開設。
- 1989年4月1日 - 開校。初年度の全校生徒は8人だった。
- 1994年11月17日 - 校舎増設工事が完了。
- 1995年4月1日 - 下柚木3丁目が学区内に加わる。
- 1996年4月1日 - 心障学級が開設される。
- 1998年10月31日 - 創立10周年記念式典挙行。
- 2007年4月1日 - 学校運営協議会が発足。
- 2008年11月14日 - 創立20周年記念式典挙行。
- 2018年10月23日 - 創立30周年記念式典挙行。

## 教育方針
学校教育目標
1. よき社会人となる生徒
2. よく学び努力する生徒
3. 心身ともに健康な生徒

日本国憲法、教育基本法の精神に基づいた、日本国民としての自覚と国際社会への連帯意識を持ったたくましく人間性豊かな生徒の育成を目指すために、上記の教育目標を掲げている。

## 学校行事
- 4月
  - 入学式
  - 新入生歓迎会
  - 校外学習（1組）
- 5月
  - 校外学習（1年）
  - 体育祭
- 6月
  - 定期考査
- 7月
  - 地域調査（1年）
  - 移動教室（1組）
  - 終業式
- 8月
  - 夏期補習
  - 始業式
- 9月
  - 生徒会役員選挙
  - 定期考査
  - 校外学習（2年）
  - 修学旅行（3年）
- 10月
  - 合唱コンクール
- 11月
  - 定期考査
  - 社会科見学（1組）
- 12月
  - 終業式
- 1月
  - 始業式
  - 職場体験（2年）
- 2月
  - 定期考査
  - 移動教室（1年）
- 3月
  - 卒業式
  - 修了式

## 学区
主に八王子市立宮上小学校、八王子市立下柚木小学校の範囲が学区域となっている。

## 部活動
2024年現在、以下の部がある。

### 体育部
- サッカー部
- 野球部
- バスケットボール部
- 男子硬式テニス部
- 女子硬式テニス部
- 陸上部
- バドミントン部
- 卓球部

### 文化部
- 吹奏楽部
- 理科部
- 美術部
- レクリエーション部
- ボランティア部

## 交通
- 京王相模原線 南大沢駅より徒歩約10分
- 京王バス南大沢駅から南大沢五丁目循環及び八王子駅南口行き「学園二番街入口」または「三井アウトレットパーク」バス停下車徒歩約5分

## 周辺の中学校
- 八王子市立上柚木中学校
- 八王子市立南大沢中学校
- 八王子市立鑓水中学校